# Terranova e Labrador
Terranova e Labrador (inglese: Newfoundland and Labrador; francese: Terre-Neuve-et-Labrador; in gaelico canadese: Talamh an Èisg is Labrador) è una provincia del Canada orientale, sull'Oceano Atlantico.
La provincia è composta da due regioni: l'isola di Terranova e la regione del Labrador, situata sul continente. Il capoluogo è Saint John's, sull'isola di Terranova, scoperta per la prima volta da Giovanni Caboto.
Terranova e Labrador fu l'ultima provincia ad aggiungersi alla confederazione canadese, nel 1949; in precedenza era una colonia britannica separata.

## Storia

### La colonia di Terranova
Sull'isola di Terranova si stabilì probabilmente il primo insediamento europeo di cui si abbia notizia e questo parecchi secoli prima della scoperta delle Americhe da parte di Cristoforo Colombo. Intorno all'anno 1000 l'area venne raggiunta dai Vichinghi, i quali la chiamarono Vinland, e i resti di questo arrivo sono ancora oggi visibili nell'area di L'Anse aux Meadows, divenuto sito tutelato come patrimonio dell'umanità dall'UNESCO.
Giovanni Caboto fu invece il primo europeo a scoprire Terranova dopo la parentesi vichinga, approdando a Capo Bonavista il 24 giugno 1497. Il 5 agosto 1583 Sir Humphrey Gilbert proclamò Terranova come una delle prime colonie d'oltremare inglesi per le Royal Prerogative della Regina Elisabetta I. Tra il 1610 e il 1728 vennero nominati dei governatori incaricati di costituire insediamenti sull'isola. John Guy fu governore del primo insediamento a Cuper's Cove. Altri insediamenti furono Bristol's Hope, Renews, South Falkland e Avalon che divenne provincia nel 1623. Il primo governatore che ebbe giurisdizione su tutta Terranova fu Sir David Kirke nel 1638. L'isola di Terranova per poco non fu conquistata dalla Nuova Francia sul finire del Seicento.

## Geografia fisica
Terranova e Labrador è la provincia più orientale del Canada. È costituita dall'isola di Terranova, dalla regione continentale del Labrador e da oltre settemila piccole isole. Terranova ha all'incirca una forma triangolare, con ogni lato di circa 400 km (250 miglia), e possiede una superficie di 108860 km quadrati. Terranova e le sue piccole isole limitrofe raggiungono la superficie totale di 111 390 chilometri quadrati. Terranova si estende tra le latitudini 46°36'N e 51°38'N.
Il Labrador ha una forma irregolare: la parte occidentale, cioè il suo confine con la provincia del Quebec corre lungo la linea spartiacque della penisola del Labrador. I suoi fiumi scorrono in direzione dell'Oceano Atlantico. La punta estrema settentrionale è a 60°22'N, e condivide un brevissimo confine con il territorio del Nunavut. La superficie del Labrador e delle piccole isole che le appartengono è di 294 330 chilometri quadrati.
Insieme, Terranova e Labrador rappresentano il 4,06% della superficie totale del Canada.
Il capoluogo di provincia è St. John's, situato presso l'estrema punta orientale dell'isola di Terranova, sulla Penisola di Avalon. Le altre città importanti sono Mount Pearl e Corner Brook.
Lo Stretto di Belle Isle separa la provincia in due regioni geografiche, Labrador e l'isola di Terranova. Il Labrador è anche la parte più orientale dello Scudo canadese, una vasta area di antiche rocce metamorfiche che comprende gran parte del nord-est del Nord America. La collisione di placche tettoniche ha plasmato la maggior parte della geologia di Terranova, un esempio lo si trova all'interno del Gros Morne National Park. La catena montuosa del Long Range sulla costa occidentale di Terranova rappresenta la più estrema propaggine a Nord-Est del sistema dei Monti Appalachi.
Da nord a sud la provincia si estende dai 46°36'N a 60°22'N. La presenza di venti occidentali, fredde correnti oceaniche e fattori locali, come montagne e coste, si combinano per creare i diversi climi della provincia. Il Nord del Labrador è classificato con un clima polare, nel Labrador meridionale è presente un clima subartico, mentre la maggior parte di Terranova presenta un clima continentale umido.
L'economia di Labrador/Terranova è stata, data la posizione della provincia, da sempre strettamente legata alla pesca: dapprima pesca di sopravvivenza e legata alla strette esigenze familiari, poi man mano è diventato un settore da esportazione; ancora oggi questo settore è il più importante, ma dalla fine dell'Ottocento ha acquisito sempre maggiore importanza il settore minerario: le più grandi e redditizie miniere si trovano a Terranova (materiali ferrosi), per un totale lordo di volume d'affari di 700 milioni di dollari USA; ma tutta l'economia del Labrador/Terranova è comunque ancora dipendente dall'esportazione di materie prime (legname, pasta di legno, carta); tuttavia il turismo sta prendendo sempre più piede: un turismo ancora di nicchia, legato alle bellezze naturali, ma comunque in espansione, specie nella capitale e nelle zone costiere del Labrador.
Altra importante voce d'entrata è il settore energetico: ci sono varie centrali idroelettriche (Churchill falls) che sfruttano il potenziale dei fiumi, specie a Terranova; molto interessanti sono le riserve offshore di petrolio al largo della costa, stimate in 615 milioni di barili. Il settore "debole" della provincia è tuttavia l'industria di trasformazione e i servizi: come detto in precedenza infatti, l'industria è legata o al settore ittico o all'estrazione di minerali, mentre manca un tessuto d'industrie leggere e meno dipendenti dall'andamento sul mercato delle materie prime, mentre i servizi sono quasi esclusivamente concentrati a Saints John's e nei centri più grandi.
La disoccupazione è, in percentuale, la più alta del Canada (15,2%), ma il governo provinciale sta facendo grossi sforzi per la riqualificazione dei disoccupati e, soprattutto, per diversificare l'economia rendendola meno dipendente dalle materie prime.

## Società

### Evoluzione demografica dal 1951
| Anno | Popolazione | Cambiamento % in 5 anni | Cambiamento % in 10 anni | Posizione fra le Province |
| ---- | ----------- | ----------------------- | ------------------------ | ------------------------- |
| 1951 | 361 416     | n/a                     | n/a                      | 9                         |
| 1956 | 415 074     | 14,8                    | n/a                      | 9                         |
| 1961 | 457 853     | 10,3                    | 26,7                     | 9                         |
| 1966 | 493 396     | 7,8                     | 18,9                     | 9                         |
| 1971 | 522 100     | 5,8                     | 14,0                     | 9                         |
| 1976 | 557 720     | 6,8                     | 13,0                     | 9                         |
| 1981 | 567 681     | 1,8                     | 8,7                      | 9                         |
| 1986 | 568 350     | 0,1                     | 1,9                      | 9                         |
| 1991 | 568 475     | 0,02                    | 0,1                      | 9                         |
| 1996 | 551 790     | -2,9                    | -2,9                     | 9                         |
| 2001 | 512 930     | -7,0                    | -9,8                     | 9                         |
| 2006 | 505 469     | -1,5                    | -8,4                     | 9                         |

Fonte: Statistics Canada